# Artilleriskydeskolen
Artilleriskydeskolen er en stumfilm med ukendt instruktør.

## Handling
Artilleri. Hæren. Soldat forsøger at affyre kanon. Først efter flere forsøg lykkes det. Slow motion i selve optagelserne. Muligvis optaget på Faste Batteri på Amager.